# Décès en octobre 1996
Décès
- 1992
- 1993
- 1994
- 1995
- 1996
- 1997
- 1998
- 1999
- 2000

Pour une information complémentaire, voir la page d'aide.

| Date        | Nom                                          | Activités                                                                               | Âge | Source |
| ----------- | -------------------------------------------- | --------------------------------------------------------------------------------------- | --- | ------ |
| 1er octobre | Patrick McGeown (en)                         | militant irlandais                                                                      | 40  |        |
| 2 octobre   | Banjo Matthews (en)                          | constructeur américain de voitures de courses                                           | ?   |        |
| 2 octobre   | Joseph Masella (en)                          | corniste québécois                                                                      | ?   |        |
| 2 octobre   | Andrei Lukanov                               | ancien premier ministre bulgare                                                         | 58  |        |
| 2 octobre   | Joonas Kokkonen                              | compositeur finlandais                                                                  | 74  | (en)   |
| 2 octobre   | Raymond Boccard                              | religieux, Juste parmi les nations                                                      | 92  |        |
| 2 octobre   | Peter Joseph Brennan                         | politicien américain. Secrétaire du Travail de 1973 à 1975.                             | 78  |        |
| 2 octobre   | Abdallah Bouhechak                           | rédacteur en chef algérien                                                              | ?   |        |
| 2 octobre   | Jean-Louis Bédouin                           | poète et plasticien français                                                            | ?   |        |
| 3 octobre   | Robert Bourassa                              | homme politique québécois premier ministre de 1970 à 1976 et de 1985 à 1993             | 63  |        |
| 3 octobre   | David Chabas                                 | peintre, journaliste, éditeur et écrivain français                                      | 101 |        |
| 3 octobre   | Vivienne Goonewardene                        | femme politique srilankaise                                                             | 80  |        |
| 3 octobre   | Winifred Holden                              | actrice canadienne                                                                      | 80  |        |
| 3 octobre   | William Prince                               | acteur américain                                                                        | 83  |        |
| 3 octobre   | Emiel van Lennep                             | économiste néerlandais                                                                  | 81  |        |
| 4 octobre   | Silvio Piola                                 | footballeur italien                                                                     | 83  |        |
| 4 octobre   | Léo Landreville (en)                         | juge québécois                                                                          | ?   |        |
| 4 octobre   | Masaki Kobayashi                             | cinéaste japonais                                                                       | 80  |        |
| 4 octobre   | Stephen J. Friedman (en)                     | producteur américain                                                                    | 59  |        |
| 4 octobre   | Lord Humphrey Atkins                         | politicien britannique                                                                  | 74  |        |
| 5 octobre   | Richard Kroell                               | skieur autrichien                                                                       | 28  |        |
| 5 octobre   | Seymour Cray                                 | ingénieur informaticien américain                                                       | 71  |        |
| 6 octobre   | Okamoto Bunya                                | musicien et compositeur japonais                                                        | ?   |        |
| 6 octobre   | Wieswlaw Kornicki                            | ancien porte-parole du président Jaruzelski.                                            | ?   |        |
| 6 octobre   | Marjorie Shostak                             | écrivain américain                                                                      | ?   |        |
| 6 octobre   | Gilles Hénault                               | poète québécois                                                                         | 76  |        |
| 6 octobre   | Ted Daffan (en)                              | chanteur et compositeur américain                                                       | ?   |        |
| 6 octobre   | Ted Bessell                                  | acteur, réalisateur et producteur américain.                                            | 61  |        |
| 6 octobre   | Jessie Shirley Bernard                       | sociologue américaine                                                                   | ?   |        |
| 7 octobre   | Monique Lange                                | romancière française                                                                    | 77  |        |
| 8 octobre   | baron Marcel Nicolet                         | astrophysicien belge                                                                    | ?   |        |
| 8 octobre   | David Engelbert Miller                       | joueur canadien de hockey sur glace. Médaillé d’or aux Jeux olympiques d’Oslo en 1952.  | 77  |        |
| 8 octobre   | Francis D. Lyon                              | chef opérateur et réalisateur américain                                                 | 91  |        |
| 8 octobre   | Jacques Leblanc                              | député québécois                                                                        | 71  |        |
| 8 octobre   | Mignon Eberhardt                             | auteur américain                                                                        | 87  |        |
| 8 octobre   | Maurice Aydalot                              | procureur général français                                                              | 91  |        |
| 9 octobre   | Harvey Vernon (en)                           | acteur américain                                                                        | 69  |        |
| 9 octobre   | Colleen Peterson (en)                        | chanteuse et parolière canadienne                                                       | 45  |        |
| 9 octobre   | Sir Hugh Sterling McKenzie                   | amiral britannique                                                                      | 83  |        |
| 9 octobre   | Yoshio Aoyama                                | peintre japonais                                                                        | ?   |        |
| 10 octobre  | Roger Trigeaud                               | catcheur français                                                                       | 70  |        |
| 10 octobre  | Coya Knutson                                 | politicienne américaine. Première femme à représenter le Minnesota au Congrès américain | 84  |        |
| 10 octobre  | Robert Bouchery                              | avocat français                                                                         | 75  |        |
| 11 octobre  | Georges Zoitakis                             | Ex-régent de Grèce                                                                      | 86  |        |
| 11 octobre  | William S. Vickrey                           | économiste américain Prix Nobel en 1996                                                 | ?   |        |
| 11 octobre  | Théodore Mirung                              | Premier ministre de l’île de Bougainville (Papouasie)                                   | ?   |        |
| 11 octobre  | Joe Morris (en)                              | président du Congrès du Travail du Canada                                               | 83  |        |
| 11 octobre  | Roger Lapébie                                | Coureur cycliste français, vainqueur du Tour de France 1937                             | 85  |        |
| 12 octobre  | Konlheinz Schafer                            | compositeur de musique de films allemand                                                | 63  |        |
| 12 octobre  | Jean Leduc                                   | réalisateur français                                                                    | 83  |        |
| 12 octobre  | René Lacoste                                 | joueur de tennis français                                                               | 92  |        |
| 12 octobre  | Paul Fraisse                                 | psychologue français                                                                    | 85  |        |
| 12 octobre  | Erik Blomberg (en)                           | cinéaste finlandais                                                                     | 83  |        |
| 13 octobre  | Pavel Alexandrovitch Soloviov                | Constructeur de moteurs aéronautiques soviétique                                        | 79  |        |
| 13 octobre  | Beryl Reid                                   | actrice britannique                                                                     | 76  |        |
| 13 octobre  | Michel Pecqueur                              | Ancien président français du CEA puis d’Elf Aquitaine                                   | 64  |        |
| 13 octobre  | Henri Nannen                                 | éditeur allemand                                                                        | 83  |        |
| 14 octobre  | Kemp Niver                                   | cinématographe américain                                                                | 84  |        |
| 14 octobre  | Véronique Moest                              | actrice française                                                                       | 31  |        |
| 14 octobre  | Laura La Plante                              | actrice américaine                                                                      | 92  |        |
| 15 octobre  | Robert F. Wiliams                            | dirigeant noir américain                                                                | 71  |        |
| 15 octobre  | Effie MacDonald-Guimond                      | actrice québécoise, épouse d’Olivier Guimond                                            | 82  |        |
| 15 octobre  | Jean Grimaldi                                | pionnier du music-hall québécois                                                        | 98  |        |
| 15 octobre  | Bernard Frank                                | orientaliste français                                                                   | 69  |        |
| 15 octobre  | Pierre Franey (en)                           | restaurateur et chef cuisinier français                                                 | 75  |        |
| 16 octobre  | Yusuf Lodhi (en)                             | caricaturiste pakistanais.                                                              | ?   |        |
| 16 octobre  | Sir Anthony Griffin (en)                     | amiral britannique                                                                      | 87  |        |
| 16 octobre  | Chris Acland (en)                            | batteur de rock britannique                                                             | 30  |        |
| 17 octobre  | Laura Sabia (en)                             | militante féministe canadienne                                                          | 80  |        |
| 17 octobre  | Jean-Pierre Munch                            | coureur cycliste français                                                               | 70  |        |
| 18 octobre  | Ruth Farkas                                  | ambassadeur américaine                                                                  | 89  |        |
| 18 octobre  | Jason Bernard                                | acteur américain                                                                        | 58  |        |
| 18 octobre  | Daniel Apruz                                 | romancier français                                                                      | 59  |        |
| 18 octobre  | Berthold Goldschmidt                         | compositeur et musicologue britannique                                                  | 93  |        |
| 19 octobre  | John Hillaby (en)                            | écrivain et naturaliste britannique                                                     | 83  |        |
| 19 octobre  | James Bourque (en)                           | militant aborigène canadien                                                             | 60  |        |
| 19 octobre  | Philippe Arnaud                              | écrivain français                                                                       | ?   |        |
| 20 octobre  | Luigi Rovere                                 | producteur italien                                                                      | 88  |        |
| 20 octobre  | Richard Powell                               | scénariste américain                                                                    | 78  |        |
| 20 octobre  | Joseph Bracken Lee (en)                      | politicien américain, gouverneur de l’Utah de 1949 à 1957.                              | 97  |        |
| 20 octobre  | Pierre Granville                             | poète et romancier français                                                             | 88  |        |
| 20 octobre  | Yves Ezanno                                  | général et pilote français                                                              | 84  |        |
| 20 octobre  | Michael H. Cardozo (en)                      | avocat américain                                                                        | 86  |        |
| 20 octobre  | Robert Benayoun                              | écrivain, critique et cinéaste français                                                 | 70  |        |
| 21 octobre  | Wang Li                                      | homme politique chinois                                                                 | 75  |        |
| 21 octobre  | Abdelhamid Benhedouga                        | écrivain algérien                                                                       | 74  |        |
| 22 octobre  | Jan Verdun                                   | créateur canadien du berlingot de lait                                                  | 86  |        |
| 22 octobre  | Ed Kubin                                     | militant sidéen canadien                                                                | 54  |        |
| 22 octobre  | Hermann Höfer                                | footballeur allemand                                                                    | 62  | (de)   |
| 22 octobre  | Lucille Desparois-Danis                      | animatrice québécoise                                                                   | 87  |        |
| 22 octobre  | Léon Ashkénazi                               | Une des figures centrales de la renaissance du judaïsme d’après-guerre                  | ?   |        |
| 23 octobre  | Diana Trilling (en)                          | essayiste et critique littéraire américaine                                             | 91  |        |
| 23 octobre  | Mario Peragallo                              | compositeur italien                                                                     | 86  |        |
| 23 octobre  | Robert Nicoïdski                             | peintre et graveur suisse                                                               | 64  |        |
| 23 octobre  | Michel Kelber                                | chef opérateur français                                                                 | ?   |        |
| 23 octobre  | Thomas Ranald Ide (en)                       | ingénieur canadien                                                                      | 77  |        |
| 23 octobre  | Harold Everett Hughes (en)                   | politicien américain, ancien gouverneur de l’Iowa de 1963 à 1969.                       | 74  |        |
| 23 octobre  | Bob Grim (en)                                | joueur de baseball américain                                                            | 66  |        |
| 23 octobre  | Mervyn Good Eagle                            | acteur canadien                                                                         | 19  |        |
| 23 octobre  | Bruno Baeriswyl                              | peintre suisse                                                                          | 55  |        |
| 23 octobre  | Paul Antier                                  | homme politique Français                                                                | 91  |        |
| 24 octobre  | Eugène Polyakov (it)                         | danseur et chorégraphe français.                                                        | 53  |        |
| 24 octobre  | George P. Oslin (en)                         | créateur américain du télégramme chantant                                               | 97  |        |
| 24 octobre  | Paul Malguti                                 | conseiller régional français                                                            | 89  |        |
| 24 octobre  | baron Hubert Miles Gladwyn                   | diplomate britannique, secrétaire général de l’ONU en 1946                              | 96  |        |
| 24 octobre  | Edward Carlin                                | producteur américain                                                                    | 64  |        |
| 24 octobre  | Pierre Caille                                | sculpteur, peintre, graveur, céramiste et joaillier belge                               | 85  |        |
| 24 octobre  | Artur Axmann                                 | chef des Jeunesses hitlériennes                                                         | ?   |        |
| 26 octobre  | Madeleine Tribolati                          | syndicaliste française                                                                  | ?   |        |
| 26 octobre  | Derek Tangye (en)                            | écrivain britannique                                                                    | 84  |        |
| 26 octobre  | Hans Walter Kosterlitz                       | pharmacologue britannique                                                               | 93  |        |
| 26 octobre  | Huang Mei Chang                              | écrivain chinois.                                                                       | ?   |        |
| 26 octobre  | Miquel Asins                                 | compositeur espagnol d'origine catalane.                                                | 80  |        |
| 27 octobre  | Ian Tucker                                   | joueur de rugby sud-africain                                                            | 23  |        |
| 27 octobre  | Arthur Tremblay                              | politicien québécois                                                                    | 79  |        |
| 27 octobre  | Germaine Soleil                              | astrologue française                                                                    | 83  |        |
| 27 octobre  | Paul Prets                                   | Compagnon de la Libération                                                              | 78  |        |
| 28 octobre  | Jack Tinker (en)                             | critique de théâtre britannique                                                         | 58  |        |
| 28 octobre  | Mary Rolfe                                   | actrice américaine                                                                      | 89  |        |
| 28 octobre  | Morey Amsterdam                              | humoriste américain                                                                     | 84  |        |
| 28 octobre  | Youcef Abdjaoui                              | chanteur et musicien algérien d'expression kabyle                                       | 63  |        |
| 29 octobre  | Milton Merlin                                | scénariste américain                                                                    | 91  |        |
| 29 octobre  | Ré Koster                                    | chanteur d’opéra néerlandais                                                            | 96  |        |
| 29 octobre  | Eugen Kapp (en)                              | compositeur estonien.                                                                   | ?   |        |
| 29 octobre  | J. Edward Day                                | homme politique américain. Secrétaire des Postes de 1961 à 1963                         | 82  |        |
| 29 octobre  | Ewell Blackwell (en)                         | joueur de baseball américain.                                                           | 74  |        |
| 30 octobre  | Michel Gyarmathy                             | danseur et chorégraphe franco-hongrois                                                  | 74  |        |
| 30 octobre  | Eleanor Lansing Dulles (en)                  | diplomate américaine                                                                    | 101 |        |
| 31 octobre  | Arthur Peterson (en)                         | acteur américain                                                                        | 83  |        |
| 31 octobre  | Mgr Christophe Munzihirwa                    | archevêque de Bukavu                                                                    | 70  |        |
| 31 octobre  | Frank Kurtz (en)                             | nageur américain                                                                        | ?   |        |
| 31 octobre  | Granville Leveson-Gower (5e comte Granville) | pair britannique                                                                        | 77  | (en)   |
| 31 octobre  | Marcel Carné                                 | cinéaste français                                                                       | 96  |        |